# Шах Шуджа
Султан Мухаммад Шах Шуджа (23 июня 1616 — 7 февраля 1660) — второй сын могольского падишаха Шах Джахана I и его любимой жены Мумтаз-Махал, субадар Бенгалии (1639—1660), Бихара (1641—1657) и Ориссы (1642—1660).

## Биография
В 1639 году Шах Шуджа был назначен своим отцом Шах Джаханом субадаром Бенгалии, в 1641 году — также Бихара, а в 1642 году — еще и Ориссы. Получил от отца мансаб Шах Шуджа Бахадур.
Осенью 1657 года во время болезни могольского падишаха Шах Джахана между его четырьмя сыновьями (Дарой Шукохом, Шахом Шуей, Аурангзебом и Мурадом) началась медоусобная борьба за престол падишаха. Сам Шах Джахан еще ранее объявил своим наследником старшего сына Дару Шукоха, который стал фактическим правителем Могольской империи. Это вызвало недовольство его младших братьев, которые сами претендовали на павлиний трон.
В ноябре 1657 года Шах Шуджа первым объявил себя падишахом, начал чеканить собственную монету и приказал читать хутбу с упоминанием только принятого им тронного имени — Абуль-Фауз Насир ад-дин Мухаммад, Третий Тимур, Второй Искандер, Сахиб-и-Киран-и-Сани Шах Шуджа, Падшах-и-Гази. Его младшие братья Аурангзеб, субадар Декана, и Мурад Бахш, субадар Гуджарата, также заявили о своих претензиях на престол. По некоторым данным, с 1652 года существовало секретное соглашение между тремя братьями Шахом Шуджой, Аурангзебом и Мурадом Бахшем о совместной борьбе против старшего брата Дара Шукоха.
Шах Шуджа первым начал военные действия, выступив со своей армией в поход на Агру, столицу Могольской империи. Наследный принц Дара Шукох отправил против него большое войско под предводительством своего сына Султан Сулеймана Шукоха и раджи Дхундхара Джай Сингха. В феврале 1658 года в битве под Бахадурпуре, около Бенареса, Шах Шуджа потерпел поражение и бежал вниз по течению Ганга до Монгира. Шах Шуджа отступил в Бенгалию, где стал собирать новые силы для продолжения борьбы. Между тем братья Аурангзеб и Мурад Бахш, объединившие свои армии, разгромили своего старшего брата Дара Шукоха в битвах под Джарматом (15 апреля 1658 года) и Самугаром (29 мая 1658 года). Затем Аурангзеб, арестовав и заключив в темницу Мурада Бахша, захватил Агру и Дели, заняв престол падишаха. Старый могольский падишах Шах Джахан был также заключен под домашний арест. Наследный принц Дара Шукох с сокровищами отступил из Дели на запад, где стал собирать военные силы для продолжения войны.
В конце 1658 года Шах Шуджа с новым войском выступил во второй поход на Агру под предлогом освобождения из заключения своего отца Шах Джахана. Аурангзеб со своей армией двинулся навстречу брату. В январе 1659 года в битве при Кхаджвахе Шах Шуджа потерпел окончательное поражение и опять бежал по течению Ганга. Аурангзеб отправил в погоню своего военачальника Мир Джумлу. В 1660 году Шах Шуджа вместе с семьей бежал из Бенгалии в Аракан, где был убит вместе с тремя своими сыновьями по приказу короля Мьяу-У, Санда Тудаммы, позарившегося на его сокровища и дочерей.